# Итюгас
Итюгас — река в Тевризском районе Омской области России. Устье реки находится в 52 км по правому берегу реки Туй. Длина реки составляет 42 км.

## Притоки
- 7 км: Бузын (лв)
- 7 км: Моргашка (пр)
- 14 км: река без названия (пр)
- 26 км: река без названия (лв)

## Данные водного реестра
По данным государственного водного реестра России относится к Иртышскому бассейновому округу, водохозяйственный участок реки — Иртыш от впадения реки Омь до впадения реки Ишим, без реки Оша, речной подбассейн реки — бассейны притоков Иртыша до впадения Ишима. Речной бассейн реки — Иртыш.